# Gilles Pelletier (acteur)
Pour les articles homonymes, voir Gilles Pelletier et Pelletier (homonymie).
Gilles Pelletier (né le 22 mars 1925 à Saint-Jovite au Québec et mort le 5 septembre 2018) est un acteur québécois.

## Biographie
Fils d'un éditeur et critique littéraire, Gilles Pelletier quitte son village natal et s'installe très jeune à Montréal où il suivra une formation intensive auprès de Sita Riddez, François Rozet, Henri Norbert et Eleanor Stuart. 
Il débute au Québec en 1945 avec la troupe de théâtre l'Équipe de Pierre Dagenais dans Le Songe d'une nuit d'été de Shakespeare et, par la suite, participe à plusieurs de leurs pièces. En 1949, il interprète le rôle-titre de Britannicus de Jean Racine dans une production des Compagnons de Saint-Laurent. 
Au cours de sa carrière, Gilles Pelletier joue dans de nombreux téléthéâtres mais, au cours des années 1950 aussi le personnage du Capitaine Aubert, qu'il interprète dans le téléroman Cap-aux-sorciers, et qui le rend très populaire.
Aussi joue-t-il ensuite dans plusieurs films tournés au Québec dont La Loi du silence (I Confess) d'Alfred Hitchcock (1953), Bingo de Jean-Claude Lord (1974) et Jésus de Montréal de Denys Arcand (1989). 
En 1964, avec Georges Groulx et Françoise Graton, il fonde la Nouvelle Compagnie Théâtrale (NCT) dont la vocation première sera d'initier les étudiants d'art dramatique du Québec au grand répertoire classique. Il y signe plusieurs mises en scène et y défend de nombreux rôles-titres dont Philoctète de Sophocle, Macbeth de Shakespeare, Le Cid de Corneille et Cyrano de Bergerac d'Edmond Rostand.
En 1982, Gilles Pelletier quitte la direction de la NCT qui devient plus tard le Théâtre Denise-Pelletier (1997). Il poursuit une carrière des plus actives au cinéma, au théâtre et à la télévision; entre autres dans l'Héritage, adaptation télévisuelle du roman de l'auteur québécois Victor-Lévy Beaulieu.

### Famille
Gilles Pelletier est le compagnon de vie de la comédienne Françoise Graton et le frère de Denise Pelletier.

## Archives
Le fonds d'archives de Gilles Pelletier est conservé au centre d'archives de Montréal de Bibliothèque et Archives nationales du Québec.

## Filmographie
- 1951 : La Treizième Lettre (The 13th Letter) : Townsman
- 1953 : La Famille Plouffe (série TV) : Denis Boucher
- 1953 : La Loi du silence (I Confess) : Fr. Benoit
- 1954 : L'Île aux trésors : Martin
- 1955 - 1958 : Cap-aux-sorciers (série TV) : le capitaine Aubert
- 1957 : Un simple soldat (TV) : Joseph Latour
- 1959 : R.C.M.P. (en) (série TV) : Cpl. Jacques Gagnier
- 1960 : La Côte de sable (série TV) : colonel Martin
- 1963 : Rue de l'anse (série TV) : Félix Joli
- 1964 : La Terre à boire : Michel (le père de Barbara)
- 1966 : Les Compagnons de Jéhu (série TV) : Montbar
- 1967 : Le Chevalier Tempête (série TV) : Thoiras
- 1968 : Le Paradis terrestre (série TV) : Antoine Dumesnil
- 1968 : Poussière sur la ville : Le curé
- 1974 : Bingo : Pierre
- 1975 : Les Vautours : Docteur Loiselle
- 1982 : Gapi : Gapi
- 1987 - 1990 : L'Héritage (série TV) : Xavier Galarneau
- 1987 : C'est pas parce qu'on est petit qu'on peut pas être grand (The Great Land of Small) : Grand-père
- 1988 : Portion d'éternité : Monsieur Lemieux
- 1989 : Piège infernal (feuilleton TV) : Richard O'Neill
- 1989 : Jésus de Montréal : Fr. Leclerc
- 1991 : Nelligan : M. Fréchette
- 1990 : Cormoran (série TV) : Von Malcourt (1991-1992)
- 1995 : Sous un ciel variable (série TV) : Benjamin Thompson
- 1996 : Coyote Run : Bobjoy
- 2000 : Haute surveillance (série TV) : Monsieur D
- 2000 : Chartrand et Simonne (série TV) : Mgr Pelletier
- 2002 : Le Plateau (série TV) : M. Chamberland
- 2003 : La Grande Séduction : Alphonse Pinsonneault
- 2003 : Les Invasions barbares : Prêtre
- 2003 : Noël Blank
- 2004 : Daniel and the Superdogs
- 2007 : L'Âge des ténèbres
- 2009 : Romaine par moins 30 d'Agnès Obadia
- 2007 : La Galère (série TV) : P'tit vieux
- 2010 : Toute la vérité (série TV) : Abbé Sauvé
- 2015 : L'Origine des espèces de Dominic Goyer : Fernand Laforêt

## Théâtre
- 1978 : Gapi d'Antonine Maillet, mise en scène de Yvette Brind'Amour
- 2004 : Le Moine noir d'Anton Tchekhov, mise en scène de Denis Marleau

## Récompenses et nominations

### Récompenses
- 1970 - Prix Victor-Morin
- 1991 - Prix du Gouverneur général
- 1998 - Prix Denise-Pelletier

### Nominations
- Officier de l'ordre du Canada
- 1993 - Officier de l'ordre national du Québec

### Source
- Dictionnaire des artistes du théâtre québécois, Cahier de théâtre Jeu, 2008